# تشيترا ديب
تشيترا ديب (بالإنجليزية: Chitra Deb)‏ هي كاتِبة هندية، ولدت في 24 نوفمبر 1943، وتوفيت في 1 أكتوبر 2017.